# KZ Hohenbruch
Das Konzentrationslager Hohenbruch als „Arbeitserziehungslager“ bei Hohenbruch (bis 1938 Lauknen, seit 1946 Gromowo/Гро́мово) in Ostpreußen war ein von August 1939 bis Januar 1945 bestehendes Konzentrationslager, das der Gestapo in Königsberg unterstand.

## Geschichte
In der Anfangszeit, unmittelbar vor Beginn des Zweiten Weltkriegs, wurden hier vor allem Angehörige der polnischen Minderheit in Deutschland inhaftiert: Mitglieder und Aktivisten des Bundes der Polen in Deutschland (Związek Polaków w Niemczech), Vertreter der polnischen Intelligenz aus Ermland, Masuren, Powiśle und Kujawien, darunter Lehrer, Priester, Zollbeamten sowie Studenten der Königsberger Universität. So wurden am 25. August 1939 der Direktor der polnischen Schule in Marienwerder, Władysław Gębik, die Lehrerschaft und die Schüler von Polizei und SS verhaftet. Während die Schüler Ende September freigelassen wurden, kamen der Direktor und die Lehrer nach Hohenbruch. Auch Seweryn Pieniężny, Eigentümer und Chefredakteur der Gazeta Olsztyńska [Allensteiner Zeitung] – Sprachrohr der polnischen Minderheit in Ostpreußen – und führendes Mitglied des ›Bundes der Polen in Deutschland‹, wurde im September 1939 von der Gestapo verhaftet und ins Lager gebracht. Am 24. Februar 1940 wurde er mit drei weiteren Gefangenen erschossen. Die Inhaftierung und Ermordung von in Deutschland lebenden Polen erfolgte bis Mai 1940 im Zusammenhang mit der sogenannten Intelligenzaktion, bei der mit Kriegsbeginn Mitglieder der polnischen Oberschicht und führende Aktivisten der polnischen Minderheit ›ausgeschaltet‹ wurden. Die Gestapo hatte Angehörige der polnischen Minderheit in Deutschland zuvor erfasst, um sie im Kriegsfall umgehend inhaftieren zu können (euphemistisch Schutzhaft genannt).
Auch Deutsche, Juden, Russen, Litauer, Tschechen, Belgier, Italiener, Franzosen und Menschen anderer Nationalitäten waren dort inhaftiert. Spätestens 1943 waren dort auch ostpreußische Sinti inhaftiert, die vom ›Zigeunerlager‹ Contiener Weg in Königsberg überstellt wurden. Viele Häftlinge wurden hier erschossen.
Im April 2006 wurde ein Denkmal für die Opfer des Konzentrationslagers Hohenbruch in der heutigen Oblast Kaliningrad im Wald in der Nähe des Kurischen Haffes zwischen den Ortschaften Polessk und Slawsk errichtet. Den Text auf der Gedenktafel verfasste die polnische Gedenkstätteninstitution Rat zur Bewahrung des Gedenkens an Kampf und Martyrium.

## Quelle
- Gazeta Wyborcza, Lokalausgabe Olsztyn, 21. April 2006, S. 5.